# Ruhm aus Kirchwerder
Ruhm aus Kirchwerder sinónimo: Johannsens Roter Herbstapfel es el nombre de una variedad cultivar de manzano (Malus domestica). 
Una variedad de manzana cultivada, que pertenece al grupo de manzanas alemanas antiguas de la herencia, que estuvo particularmente extendida en  Kirchwerder. Esta variedad fue la elegida como la variedad de huerto del año 2003 en el Norte de Alemania.

## Sinonimia
- "Ruhm von Kirchwerder",
- "Johannsens Roter Herbstapfel",
- "Ruhm von Kirchwärder".

## Historia
'Ruhm aus Kirchwerder' es una variedad de manzana alemana antigua de la herencia, que se originó como una plántula al azar, posiblemente en algún momento a fines del siglo XIX en Kirchwerder en los Vierlanden, en las afueras de Hamburgo, en el Norte de Alemania.

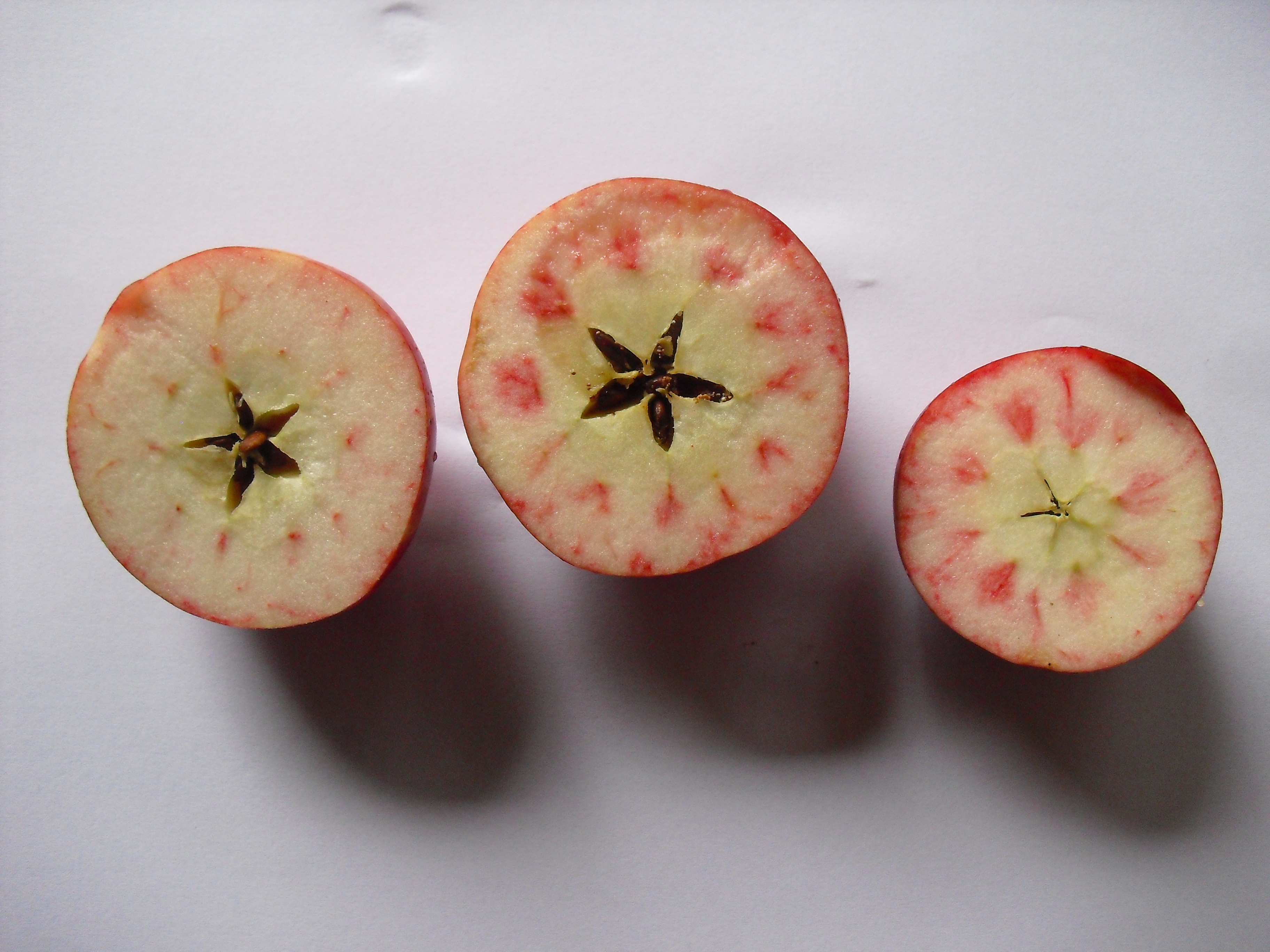
La manzana 'Ruhm aus Kirchwerder' en secciones.

El nombre original 'Johannsens Roter Herbstapfel' se remonta al nombre propio (Johannsens) del "obtentor" o buscador de la variedad. La variedad se cultivó para uso comercial debido a su calidad de sabor y alto rendimiento, para lo cual se le cambió el nombre a 'Ruhm aus Kirchwerder' (Gloria de Kirchwerder). Aunque se cultivó ampliamente a principios del siglo XX, se ha vuelto difícil de encontrar desde la década de 1960 en toda Alemania. Actualmente solo la cultivan en jardines y huertos privados.

## Características
'Ruhm aus Kirchwerder' árbol con árboles muy grandes y saludables que necesitan un suelo fresco y rico en nutrientes, con aireación. También sobrevive varias semanas de inundaciones en el sitio. Tiene un tiempo de floración que comienza a partir del 6 de mayo con el 10% de floración, para el 12 de mayo tiene una floración completa (80%), y para el 22 de mayo tiene un 90% caída de pétalos.
'Ruhm aus Kirchwerder' tiene una talla de fruto mediano que tiende a grande; forma del fruto redondo plano con tendencia a lados acanalados; con nervaduras medias, y con corona débil; epidermis cuya piel es fuerte, con un color de fondo  verdoso que madura a amarillo, que muestra sobre color (60-80%) de lavado de rojo con un patrón de abundantes rayas rayas discontinuas prominentes que varían de rojo brillante a púrpura azulado, que está marcado con numerosas lenticelas de color claro, ruginoso-"russeting" (pardeamiento áspero superficial que presentan algunas variedades) débil; cáliz con ojo de tamaño mediano, y semiabierto, colocado en una cuenca media y poco profunda, y con algo de maraña de ruginoso-"russeting" en su pared; pedúnculo medio y de un calibre medio, colocado en una cavidad estrecha y profunda con forma irregular, que presenta ruginoso-"russeting"; pulpa es de color blanco infusionada de puntos rojos, jugosa con un sabor refrescante y aromático.
Las manzanas se consideran una variedad de otoño. Su tiempo de recogida de cosecha se inicia finales de septiembre. Se mantiene bien dos meses en frigorífico. El sabor mejora en el almacenamiento.

## Usos
Para consumirlo en fresco.

## Ploidismo
Diploide, auto estéril. Grupo de polinización: D, Día 12.

## Susceptibilidades
Muy susceptible al cancro de los árboles frutales.